# Kochaniwka (obwód odeski)
Kochaniwka (ukr. Коханівка) – wieś na Ukrainie, w obwodzie odeskim, w rejonie podolskim, w hromadzie Anańjiw. W 2001 liczyła 616 mieszkańców, spośród których 578 wskazało jako ojczysty język ukraiński, 20 rosyjski, a 18 mołdawski.